# Москино, Джамбаттиста
Джамбаттиста Москино (итал. Giambattista Moschino; 28 марта 1939, Виджевано, Италия — 20 июля 2019, Виджевано, Италия) — итальянский футболист и тренер.

## Биография
Воспитанник клуба «Новара». Большую часть своей карьеры Москино провел в «Торино», в составе которого он выигрывал Кубок Италии. Завершал свою карьеру полузащитник в «Лацио».
В качестве тренера специалист возглавлял «Реджину» по ходу сезона 1973/74. Позднее он входил в тренерский штаб клуба «Алессандрия».
Джанматтиста Москино скончался рано утром 20 июля в своем доме в родном городе Виджевано. Его похороны прошли в местной церкви Святого Франциска. Бывший футболист был похоронен на городском кладбище.

## Достижения
- Обладатель Кубка Италии (1): 1967/68.
- Чемпион Серии B (1): 1959/1960.